# Epidendrum lankesteri
Epidendrum lankesteri är en orkidéart som beskrevs av Oakes Ames. Epidendrum lankesteri ingår i släktet Epidendrum och familjen orkidéer.
Artens utbredningsområde är Costa Rica. Inga underarter finns listade i Catalogue of Life.